# Бушнелл (Флорида)
Бушнелл (англ. Bushnell) — місто (англ. city) в США, в окрузі Самтер штату Флорида. Населення — 3047 осіб (2020).

## Географія
Бушнелл розташований за координатами 28°39′57″ пн. ш. 82°6′57″ зх. д. / 28.66583° пн. ш. 82.11583° зх. д. (28.665818, -82.115780).  За даними Бюро перепису населення США в 2010 році місто мало площу 6,06 км², з яких 6,05 км² — суходіл та 0,00 км² — водойми. В 2017 році площа становила 30,75 км², з яких 29,81 км² — суходіл та 0,94 км² — водойми.

## Демографія
Згідно з переписом 2010 року, у місті мешкало 2418 осіб у 921 домогосподарстві у складі 592 родин. Густота населення становила 399 осіб/км².  Було 1205 помешкань (199/км²).
Расовий склад населення:
| - 81,4 % — білих - 12,7 % — чорних або афроамериканців - 0,9 % — корінних американців - 0,5 % — азіатів - 2,5 % — осіб інших рас |

До двох чи більше рас належало 2,0 %. Частка іспаномовних становила 8,1 % від усіх жителів.
За віковим діапазоном населення розподілялося таким чином: 18,4 % — особи молодші 18 років, 54,6 % — особи у віці 18—64 років, 27,0 % — особи у віці 65 років та старші. Медіана віку мешканця становила 46,1 року. На 100 осіб жіночої статі у місті припадало 101,8 чоловіків;  на 100 жінок у віці від 18 років та старших — 100,9 чоловіків також старших 18 років.
Середній дохід на одне домашнє господарство  становив 38 513 долари США (медіана — 30 067), а середній дохід на одну сім'ю — 48 756 доларів (медіана — 39 122). За межею бідності перебувало 27,9 % осіб, у тому числі 38,5 % дітей у віці до 18 років та 14,9 % осіб у віці 65 років та старших.
Цивільне працевлаштоване населення становило 742 особи. Основні галузі зайнятості: освіта, охорона здоров'я та соціальна допомога — 16,2 %, мистецтво, розваги та відпочинок — 13,5 %, науковці, спеціалісти, менеджери — 12,7 %, публічна адміністрація — 12,0 %.